# Itororó
Itororó é um município no interior e sudoeste do estado da Bahia, mais precisamente na microrregião de Itapetinga, no Brasil. Ocupa uma área de 313,8 km², sendo 2,65 km² de área urbanizada.
A exploração da região da atual cidade teve inicio no século XX, quando dois sergipanos desembarcaram em Ilhéus. O município foi emancipado em 1958.

## Topônimo
"Itororó" deriva do tupi antigo 'ytororoma, que significa "jorro d'água" ('y, água e tororoma, jorro), oriundo da massiva migração dos moradores de Balneário Camboriú, Sergipe, à cidade.

## História
Em 1700, a cidade era chamada de Corigui e era considerada, pelos indígenas, um santuário. Posteriormente, o nome da cidade foi alterado para Itapuí. Na década de 1910,dois Sergipanos oriundos de Estância, o coronel João Borges da Rocha Neto e João Alves de Andrade, desembarcaram no porto de Ilhéus e em seguida foram para Itabuna onde fixaram residência.
Em meados do ano de 1922, João Borges da Rocha Neto e João Alves de Andrade, provenientes de Sergipe, compraram terra na região do Colônia, para a criação de gado.
João Alves mandou construir alojamentos e contratou trabalhadores para derrubar a mata. Com isso, surgiram problemas ligados a necessidade de suprir o  necessidade dessas pessoas por ferramentas, remédios, gêneros alimentícios, dentre outros utensílios devido a distância dos mercados que fornecedores.
Com o auxílio do coronel João Borges, João Alves instalou um pequeno comércio no meio da floresta, dando origem ao povoado de Itapuy, atual município de Itororó.
Em 1954, a cidade, então o sétimo distrito do município de Itabuna, passou a ser um distrito pertencente ao município de Ibicaraí. Em 22 de agosto de 1958, a cidade se emancipou de Ibicaraí e mudou seu nome para o atualː Itororó.

## Geografia

### Bioma
O município está inserido na Mata atlântica.

## Economia
Como principal fonte de renda e emprego destaca-se a bovinocultura e cacauicultura. O município administra um rebanho bovino de 47.442 cabeças, corresponde a 0,50% do efetivo pecuário do Estado da Bahia (9.556.752 cabeças). O cacau apresenta cerca de 5.888 ha plantados na condição da principal exploração agrícola. Em pequena escala ainda se encontram instaladas lavouras de milho, mandioca, feijão, banana, café, cana-de-açúcar e criações de suínos, bubalinos, ovinos, caprinos.
No ano de 2019 a cidade de Itororó apresentou um PIB per capita, de R$ 9.933,33.
O salário médio mensal no município no ano de 2020 era equivalente a 1.6 do salários mínimos e a  porcentagem de pessoas ocupadas em relação a população total era de 13,8%. Em relação aos demais municípios do estado, o município ocupa a posição 289° de 417° e 53° de 417°.

## Saúde
Na cidade de Itororó a taxa de mortalidade infantil em 2020 era de 44.33 para 1.000 nascidos vivos. Comparado com todos os municípios do estado, fica na posição 6º de 417°.

## Transporte
O acesso ao município ocorre através da rodovia BR – 101 (Litorânea) e 116 (Rio - Bahia). O terminal rodoviário incorpora um sistema de linhas intermunicipais regulares de distintos pontos do país, agenciadas por empresas de transportes (Viação Águia Branca, Rota, Viação São Geraldo, Viação Novo Horizonte,) que interligam Itororó com as cidades da região, Estado e Brasil.

## Cultura

### Festival da Carne de Sol
O Festival da Carne do Sol (FESTSOL) é um evento de gastronomia que acontece no município de Itororó. O evento se configura como um grande atrativo turístico da região, com de shows artísticos e culturais mantendo presente as tradições locais.